# Jérémie Elkaïm
Jérémie Elkaïm (Parigi, 29 agosto 1978) è un attore francese.

## Biografia
Nel 1997, all'età di diciannove anni, è stato scelto da François Ozon per recitare nel cortometraggio Scènes de lit (Scene di letto). Nel 2000 ha recitato come protagonista, al fianco di Stéphane Rideau, in Quasi niente (Presque rien), il film franco-belga diretto da Sébastien Lifshitz. Nella pellicola ha interpretato un giovane studente omosessuale parigino di diciotto anni che, in vacanza a La Baule-Escoublac con la madre, depressa a causa della tragica morte dell'ultimo figlio, avrà una travagliata relazione amorosa con un ragazzo incontrato in spiaggia. In seguito ha fatto parte del cast del telefilm Clara Sheller, andato in onda nel 2008, in cui ha interpretato il ruolo del fratello della protagonista.
Nel 2010 co-firma e interpreta alcuni ruoli nel primo lungometraggio della sua compagna Valérie Donzelli (da cui successivamente si separa), La Reine des pommes, che avrà un grande successo pubblico e critico. Nello stesso tempo realizza il suo primo cortometraggio, intitolato Manu, che viene selezionato al Festival international du court métrage de Clermont-Ferrand. Nella 64ª edizione del Festival de Cannes vengono presentati due film in cui l'attore fa parte del cast: Polisse di Maïwenn, che ottiene il premio della giuria, e La guerra è dichiarata di Valérie Donzelli, di cui è co-sceneggiatore e che si ispira direttamente alla loro storia. Questo film viene proiettato anche all'apertura della Semaine de la critique.

## Filmografia

### Cinema
- Banqueroute, regia di Antoine Desrosières (2000)
- Quasi niente (Presque rien), regia di Sébastien Lifshitz (2000)
- Folle de Rachid en transit sur Mars, regia di Philippe Barassat (2001) - (episodio Les Eléphants de la planète Mars)
- Le pornographe, regia di Bertrand Bonello (2001)
- Sexy Boys, regia di Stéphane Kazandjian (2001)
- Qui a tué Bambi?, regia di Gilles Marchand (2003)
- Mariées mais pas trop, regia di Catherine Corsini (2003)
- L'intouchable, regia di Benoît Jacquot (2006)
- Lisa et le pilote d'avion, regia di Philippe Barassat (2006)
- Un lever de rideau et autres histoires, regia di François Ozon (2007)
- Bam gua nat, regia di Hong Sang-soo (2008)
- La reine des pommes, regia di Valérie Donzelli (2009)
- La grande vie, regia di Emmanuel Salinger (2009)
- Les amours secrètes, regia di Franck Phelizon (2010)
- Toi, moi, les autres, regia di Audrey Estrougo (2010)
- Belleville-Tokyo, regia di Élise Girard (2010)
- La guerra è dichiarata (La Guerre est déclarée), regia di Valérie Donzelli (2011)
- Polisse, regia di Maïwenn (2011)
- Main dans la main, regia di Valérie Donzelli (2012)
- Opium, regia di Arielle Dombasle (2013)
- Grand départ, regia di Nicolas Mercier (2013)
- Indésirables, regia di Philippe Barassat (2013)
- Marguerite & Julien - La leggenda degli amanti impossibili (Marguerite et Julien), regia di Valérie Donzelli (2015)
- Les Bêtises, regia di Alice e Rose Philippon (2015)
- Irréprochable, regia di Sébastien Marnier (2016)
- Dans la forêt, regia di Gilles Marchand (2016)
- Xun zhao Luo Mai, regia di Wang Chao (2018)
- La prima vacanza non si scorda mai (Premiers vacances), regia di Patrick Cassir (2018)
- On ment toujours à ceux qu'on aime est une comédie française réalisée, regia di Sandrine Dumas (2019)
- Debout sur la montagne, regia di Sébastien Betbeder (2019)
- Chanson Douce, regia di Lucie Borleteau (2019)
- Des feux dans la nuit, regia di Dominique Lienhard (2020)

### Cortometraggi
- Les Puceaux, regia di François Ozon (1997)
- Scènes de lit, regia di François Ozon  (1998)
- Un léger différend, regia di Olivier Séror (1998)
- Transit, regia di Philippe Barassat (1999)
- Les Éléphants de la planète Mars, regia di Philippe Barassat  (2000)
- La gueule du loup, regia di César Campoy (2001)
- Petite soeur, regia di Ève Deboise (2001)
- Le funambule, regia di Guillaume Brac (2006)
- French Courvoisier, regia di Valérie Mréjen (2009)
- Madeleine et le facteur, regia di Valérie Donzelli  (2010)
- Manù, regia di Jérémie Elkaïm (2010)
- Eau forte, regia di Lucie Duchêne (2010)
- Embrasse-moi si tu peux, regia di Thomas Lélu (2012)
- Once and Forever, regia di Karl Lagerfeld (2015)
- Herculanum, regia di Arthur Cahn (2016)

### Televisione
- À cause d'un garçon, regia di Fabrice Cazeneuve – film TV (2002)
- Zone Reptile, regia di Jérôme de Missolz – film TV (2002)
- La nourrice, regia di Renaud Bertrand – film TV (2004)
- Le bureau – serie TV, 6 episodi (2006)
- Voici venir l'orage..., regia di Nina Companeez – miniserie TV (2007)
- X Femmes – serie TV, episodio Le Bijou indiscret (2008)
- Clara Sheller – serie TV, 6 episodi (2008)
- Douce France, regia di Stéphane Giusti – miniserie TV (2009)
- Simple, regia di Ivan Calbérac – film TV (2011)
- Calls – serie TV, episodio 1x10 (2017)
- Fiertés, regia di Philippe Faucon – miniserie TV (2018)

### Doppiatore
- La Jeune Fille sans mains, regia di Sébastien Laudenbach (2016) - voce del principe

## Doppiatori italiani
Nelle versioni in italiano dei suoi film, Jérémie Elkaïm è stato doppiato da:
- Andrea Mete in La guerra è dichiarata
- David Chevalier in Polisse
- Matteo De Mojana in Marguerite & Julien - La leggenda degli amanti impossibili
- Gabriele Sabatini in La prima vacanza non si scorda mai
- Patrizio Prata in Quasi niente

## Riconoscimenti
- Festival international du court métrage de Clermont-Ferrand
  - 1998 – Miglior attore per Un léger différend
- Festival Internacional de Cine de Gijón
  - 2011 – Miglior attore per La guerra è dichiarata
- Étoiles d'Or, France
  - 2011 – Miglior sceneggiatura per La guerra è dichiarata - ex aequo con Valérie Donzelli
- Festival internazionale del film di Roma
  - 2012 – Premio per la migliore interpretazione maschile per Main dans la main